# Ландр
Ландр (фр. Landres) — коммуна во французском департаменте Мёрт и Мозель, региона Лотарингия. Относится к  кантону Одюн-ле-Роман.	

## География

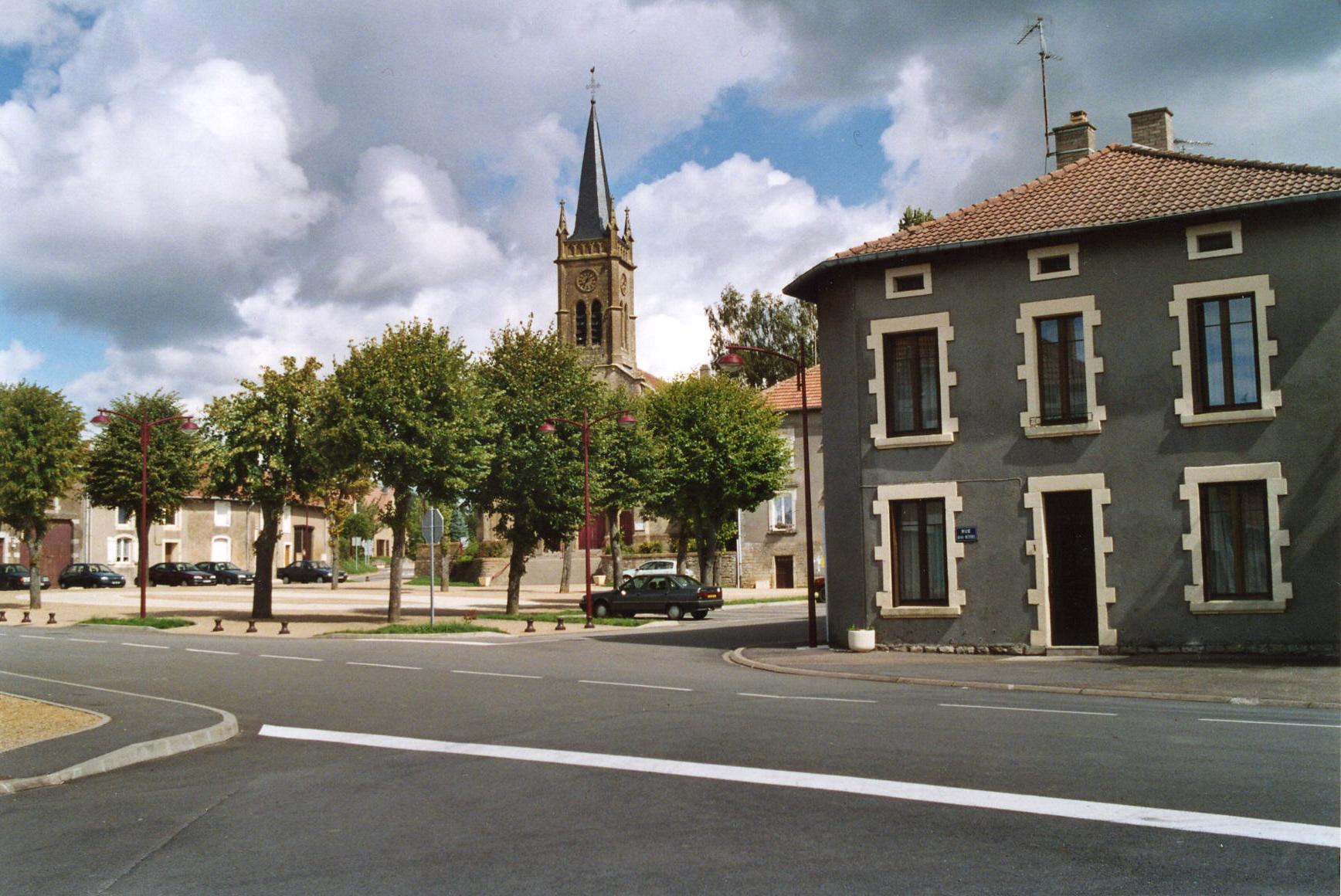
Ландр. Плас де-л'Эглиз.

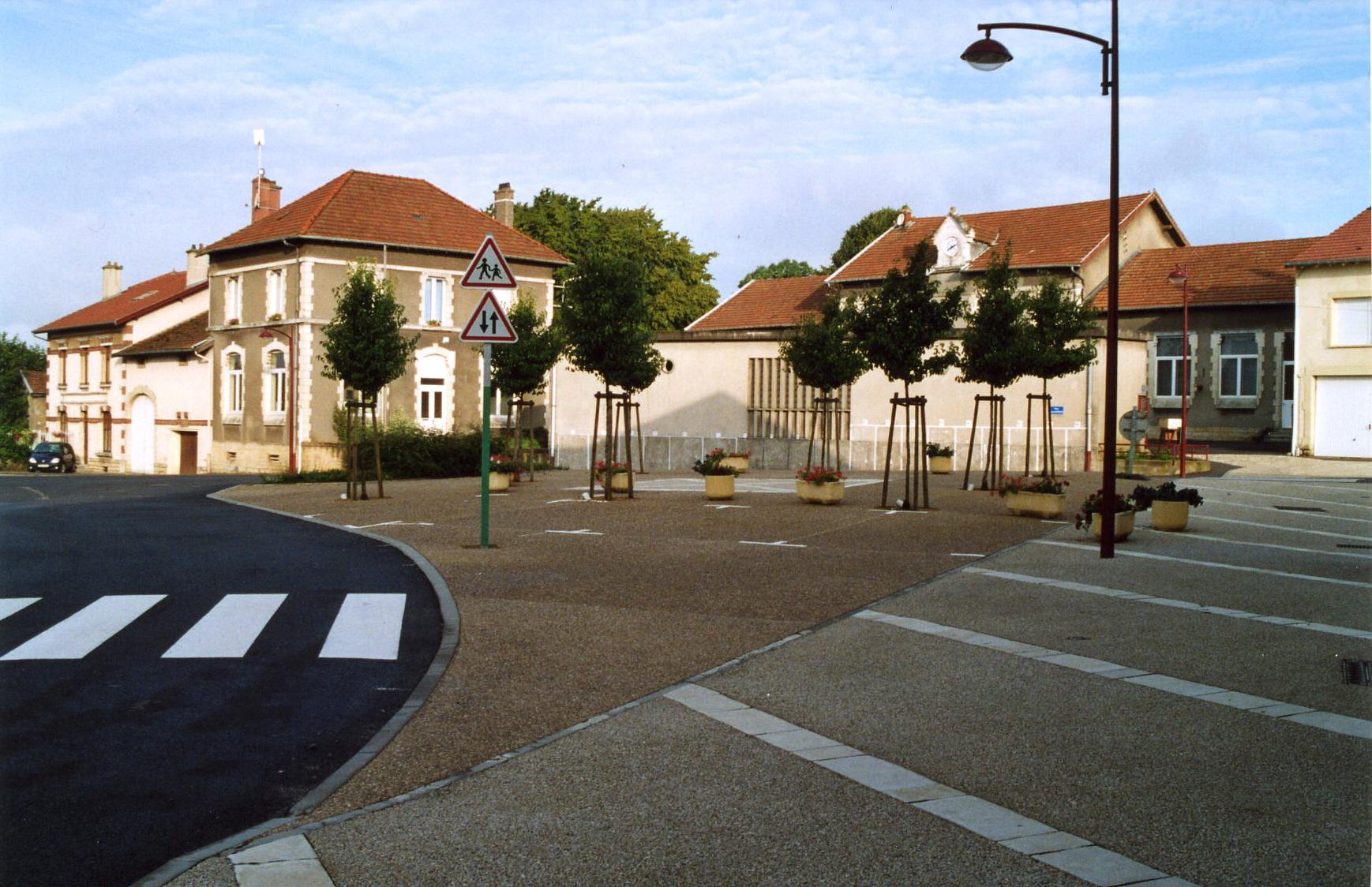
Ландр. Мэрия и школа.

Ландр расположен в 36 км к северо-западу от Меца. Соседние коммуны: Прётен-Иньи на севере, Мюрвиль на северо-востоке, Мон-Бонвиллер на востоке, Пьенн на юго-западе, Домпри и Авиллер на западе.

## Демография
Население коммуны на 2010 год составляло 886 человек.
| 1962 | 1968 | 1975 | 1982 | 1990 | 1999 | 2010 |
| ---- | ---- | ---- | ---- | ---- | ---- | ---- |
| 950  | 973  | 1006 | 1008 | 959  | 930  | 886  |